# Elisabeth Domitien
Elisabeth Domitien (Lobaye, Oubangui-Chari, 1925 - Bimbo, 26 april 2005) was van 1975 tot 1976 premier van de Centraal-Afrikaanse Republiek. Zij was de eerste vrouw in Afrika die premier werd.

## Jeugd en loopbaan
De familie Domitien bezat een plantage die door haar moeder werd gerund; haar vader werkte bij de posterijen. Elisabeth was hun oudste kind en enige dochter. Zij kreeg slechts elementair onderwijs in lezen en schrijven en leerde koken en naaien. Ze werkte op het land en hielp bij de verkoop van de landbouwproducten, leerde omgaan met cijfers en werd boerin en zakenvrouw. Ze had een sterke persoonlijkheid en was ondernemend. De vrouwen verzamelden zich om haar heen en zij werd een informele community leader. Op twintigjarige leeftijd raakte ze betrokken bij de vrijheidsstrijd.

## Politieke leven
Elisabeth Domitien mobiliseerde de bevolking met haar toespraken in het Sangho, hielp verschillende groepen zich te verenigen en creëerde een gevoel van nationale identiteit. Zij werd hoofd van de vrouwengroep in de onafhankelijkheidsbeweging, de Beweging voor de Sociale Evolutie van Zwart Afrika (MESAN). Ze wekte nauw samen met Barthélemy Boganda, de oprichter van de beweging, en werd in 1953 voorzitter van de partij.
Het land werd in 1960 onafhankelijk en Domitien werkte samen met de eerste president van de Centraal-Afrikaanse Republiek, David Dacko, en de opperbevelhebber, Jean-Bédel Bokassa. Zij werkte als politiek adviseur voor zowel de leiders als voor burgers en streefde naar het verzoenen van verschillende belangen en het verbeteren van de leefomstandigheden van de bevolking. Dacko regeerde op autoritaire wijze en het land werd al snel een eenpartijstaat met MESAN als enige legale partij.
In 1965 greep Bokassa de macht in een staatsgreep, schafte de grondwet af, ontbond het parlement en benoemde zichzelf tot partijvoorzitter, staatshoofd en regeringsleider met wetgevende en uitvoerende macht. In 1972 benoemde hij zichzelf tot president voor het leven en maakte Domitien vicepresident van de partij. In 1973 was zij voorzitter van het eerste nationale congres van Centraal-Afrikaanse boeren. Ze was slim en ijverig, sprak de bevolking aan en fungeerde als de verenigende kracht die Bokassa nodig had. In 1974 riep hij zichzelf uit tot maarschalk. Hij had een kabinet met voortdurend wisselende ministers en op 2 januari 1975 vormde hij een nieuwe regering. Hij introduceerde de functie van premier en benoemde Domitien daarin, hoewel het parlement aan het begin van de 21e eeuw voor slechts een tiende deel uit vrouwen bestond. Het was het Internationaal Jaar van de Vrouw en Bokassa wilde internationaal positieve aandacht op zichzelf vestigen door een vrouw op een leidende plaats te benoemen. Zij was de eerste vrouw die premier werd van een Afrikaanse staat.
Domitien werkte aan het versterken van het inkomen en de positie van vrouwen. In de Centraal-Afrikaanse Republiek was er ook kritiek op haar steun voor Bokassa. Zij was echter van mening dat de bevolking haar leider moest volgen. Tegelijkertijd eiste ze dat de president respect voor de mensen had en hun belangen beschermde. Ze was niet bang om haar mening te geven, zelfs tegenover de president, en kreeg vele mensen uit de gevangenis nadat ze zonder proces waren gearresteerd. Haar relatie met Bokassa verkilde toen hij zichzelf tot keizer wilde uitroepen. Toen Domitien hier tegenin ging, werd ze ontslagen en haar kabinet ontbonden (7 april 1976). Aan het eind van dat jaar riep de president zichzelf uit tot keizer Bokassa I.
Bij de omverwerping van het regime van Bokassa in september 1979 werd Domitien gearresteerd wegens het in de doofpot stoppen van afpersing, gepleegd door Bokassa tijdens haar ambtstermijn als premier. Ze zat een korte gevangenisstraf uit en werd in 1980 berecht, waarna het haar verboden werd in de politiek terug te keren. In 1981 greep het leger opnieuw de macht en regeerde twaalf jaar. In 1993 werd het vervangen door een burgerregering en Ange-Félix Patassé werd tot president gekozen. Domitien kreeg een schadevergoeding voor de onrechtvaardige behandeling die ze had ondergaan. 
Domitien bleef een prominente figuur, zowel als voormalig politicus als als zakenvrouw. President François Bozizé, die in 2003 de regering van Patassé omverwierp, benoemde haar datzelfde jaar in de nationale verzoeningscommissie. Na haar overlijden op 26 april 2005 werd zij in aanwezigheid van Bozizé herdacht in het parlement in Bangui.

## Persoonlijk leven
Domitien trouwde twee keer, maar woonde al die tijd in Bangui. Haar eerste man was de accountant Jean Baka, die forenste tussen Bangui en Brazzaville. Ze kregen rond 1941 een dochter. Nadat zij van hem gescheiden was, hertrouwde Domitien met Ngouka-Langadiji, die burgemeester was en een koffieplantage beheerde in de streek Mobaye ten oosten van de hoofdstad. Hij had meer vrouwen en verhuisde niet na hun huwelijk. Domitien woonde alleen in Bangui en haar man bezocht haar daar. Aan het eind van haar leven woonde zij met drie neven in Bimbo op 10 km ten zuidwesten van Bangui.